# Rhabdalestes yokai
Rhabdalestes yokai is een straalvinnige vissensoort uit de familie van de Afrikaanse karperzalmen (Alestidae). De wetenschappelijke naam van de soort is voor het eerst geldig gepubliceerd in 2008 door Ibala Zamba & Vreven.